# جون ليستير (لاعب كرة قاعدة)
جون ليستير (بالإنجليزية: Jon Lester) هو لاعب كرة قاعدة أمريكي، ولد في 7 يناير 1984 في تاكوما في الولايات المتحدة.

## وصلات خارجية
- جون ليستير على موقع دوري كرة القاعدة الرئيسي (الإنجليزية)
- جون ليستير على موقعبيزبول رفرنس.كوم (الدوري الرئيسي) (الإنجليزية)
- جون ليستير على موقعبيزبول رفرنس.كوم (الدوري الثانوي) (الإنجليزية)
- جون ليستير على موقع إي إس بي إن.كوم (أم.أل.بي) (الإنجليزية)
- جون ليستير على موقع مشجعي الرسوم البيانية (الإنجليزية)